# Ропа (нафта)
Ропа́, нафтова ропа — староукраїнська назва нафти. Зустрічається в писемних джерелах XVI ст. У XVII ст. видано перший урядовий документ — «Декрет Дворової палати» до Гірничого суду в Дрогобичі, що визнавав ропу за мінерал.